# Placida (zoologia)
Placida Trinchese, 1847 è un genere di molluschi gasteropodi marini appartenenti alla famiglia Limapontiidae.
Sebbene simili nell'aspetto ai nudibranchi, le specie di questo genere appartengono in realtà al superordine Sacoglossa.

## Tassonomia
Il genere comprende le seguenti 18 specie, due delle quali al 2020 considerate ancora taxon inquirendum:
- Placida aoteana (Powell, 1937)
- Placida babai Ev. Marcus, 1982
- Placida barackobamai McCarthy, Krug & Valdés, 2017
- Placida brevicornis (A. Costa, 1867)
- Placida brevirhina (Trinchese, 1874)
- Placida brookae McCarthy, Krug & Valdés, 2017
- Placida cremoniana (Trinchese, 1892)
- Placida dakariensis (Pruvot-Fol, 1953)
- Placida dendritica (Alder & Hancock, 1843)
- Placida fralila Burn, 1966
- Placida kevinleei McCarthy, Krug & Valdés, 2017
- Placida kingstoni T. E. Thompson, 1977
- Placida saronica (T. E. Thompson, 1988)
- Placida tardyi (Trinchese, 1874)
- Placida verticilata Ortea, 1982
- Placida viridis (Trinchese, 1874)
- Placida capensis Macnae, 1954 (taxon inquirendum)
- Placida daguilarensis K. R. Jensen, 1990 (taxon inquirendum)

### Alcune specie

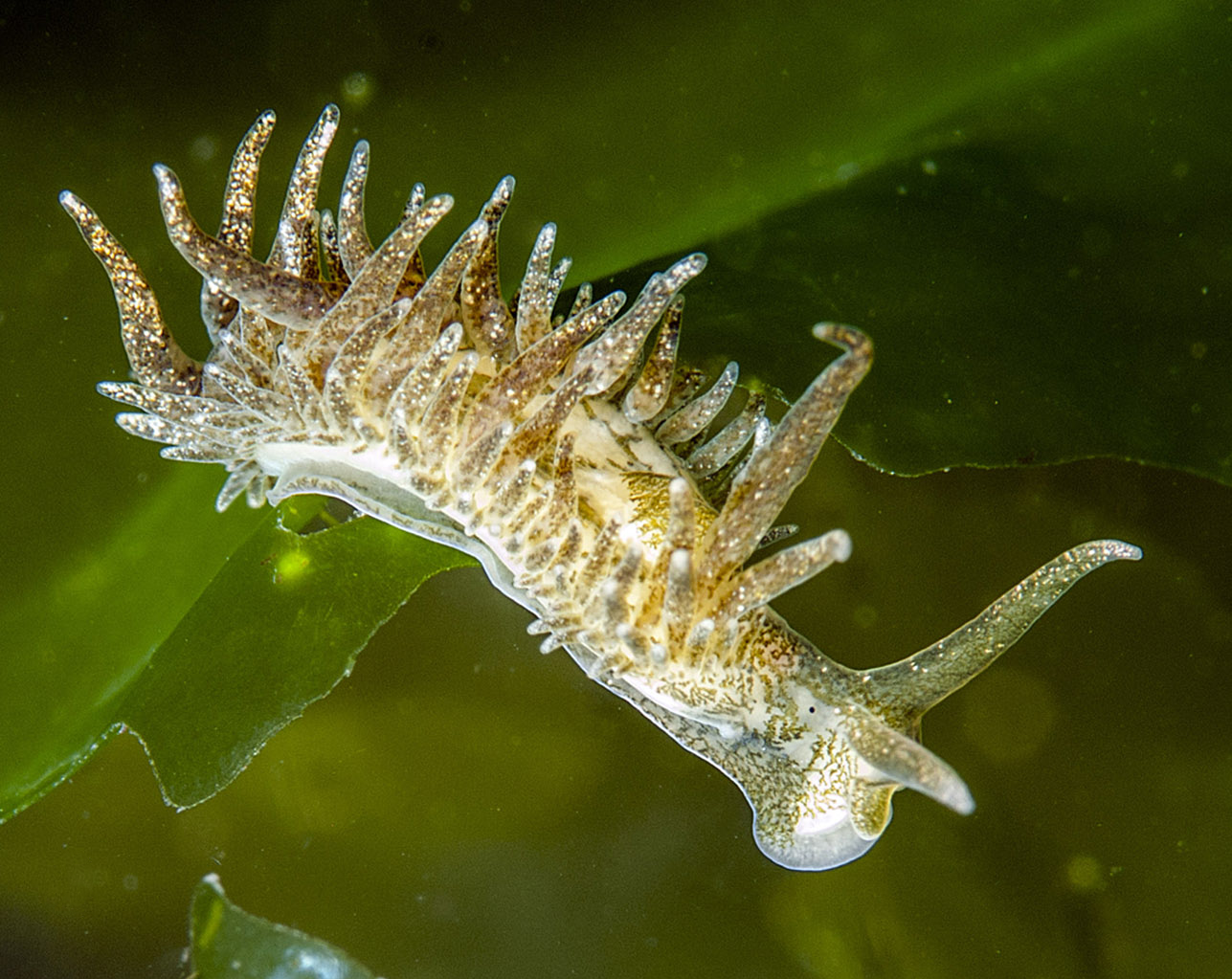
Placida babai
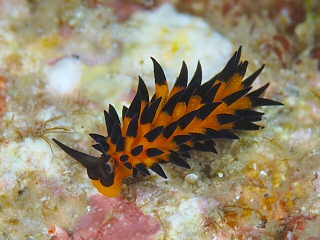
Placida cremoniana
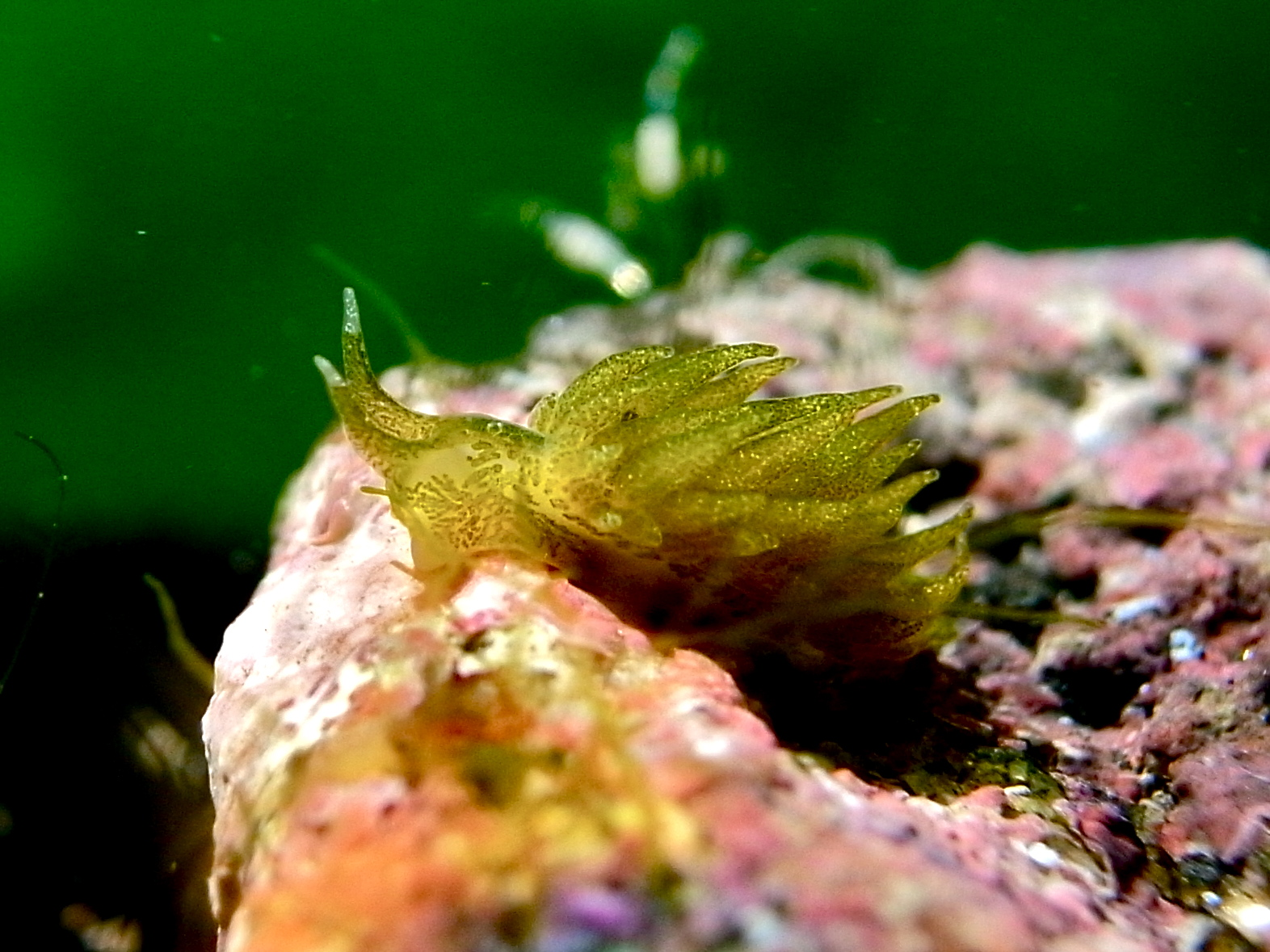
Placida dendritica